# Juan Alberto Barea
Juan Alberto Barea (16 marzo 1931 – 4 aprile 2012) è stato un cestista argentino.

## Carriera
Con l'Argentina ha disputato i Campionati sudamericani del 1955 e i Giochi panamaericani di Città del Messico 1955, dove vinse la medaglia d'argento.